# Мстиславская, Ирина Ивановна
Княжна Ирина Ивановна Мстиславская (умерла 15 ноября 1639 в Вознесенском монастыре в Москве) — представительница знатнейшего после царского рода Мстиславских, дочь князя Ивана Фёдоровича Мстиславского. По завещанию Иоанна ІV Грозного назначалась женой царя Фёдора І Иоанновича — младшего сына царя, в случае бездетства его жены Ирины Годуновой, сестры Бориса Годунова. В результате интриг Годунова Мстиславская была похищена из дома отца, князя Ивана Фёдоровича Мстиславского, и насильно пострижена в монахини.

## Комментарии
1. ↑  Встречается также другие даты смерти: 15 ноября 1629[1] и 1630[2]. Во всех случаях указание года смерти не подтверждено ссылками на источники информации.

## Источник
- Половцов